# Пулитцеровская премия за биографию или автобиографию
Пулитцеровская премия за биографию или автобиографию (англ. Pulitzer Prize for Biography or Autobiography) — одна из семи номинаций Пулитцеровской премии, присуждаемых за драму, литературу и музыку. Учреждена Джозефом Пулитцером в 1917 году.

За выдающуюся биографию, автобиографию или мемуары, написанные американским автором.Оригинальный текст (англ.)For a distinguished biography, autobiography or memoir by an American author.

## История
Кроме награды «За книгу по истории» Джозеф Пулитцер предусмотрел ещё одну номинацию исторической ориентации. Ей стала премия «За биографию или автобиографию», которую первоначально вручали за:

 Лучшую американскую биографию, которая обучает патриотическому и бескорыстному служению людям, иллюстрированному выдающимся примером, за исключением наиболее очевидных имён Авраама Линкольна и Джорджа Вашингтона. Оригинальный текст (англ.)For the best American biography teaching patriotic and unselfish service to the people, illustrated by an eminent example, excluding as too obvious the names of George Washington and Abraham Lincoln.
Исследователь и журналист Джон Хоэнберг отмечает, что в годы становления Пулитцеровской премии мода на мемуары и биографии «была даже больше стремления найти различные подходы к американской истории» и ни один из победителей того периода не являлся профессиональным историком. Со временем награду переориентировали, что позволило допускать к номинации не только работы, посвященные американским историческим деятелям. Тем не менее по состоянию на 2020 год награду только десять раз присуждали за книги о людях, живших и работавших в основном или исключительно за пределами США.

## Номинанты и лауреаты

### Лауреаты за 1917—1979 годы
| Год  | Лауреат                                                           | Произведение и комментарий |
| ---- | ----------------------------------------------------------------- | --- |
| 1917 | Лаура Ричардс и Мод Хоу Эллиот, при содействии Флоренса Хоу Холла | «Джулия Уорд Хау» (англ. Julia Ward Howe). |
| 1918 | Уильям Кейбелл Брюс                                               | «Бенджамин Франклин. Самоизданное» (англ. Benjamin Franklin, Self-Revealed). |
| 1919 | Генри Адамс                                                       | «Воспитание Генри Адамса» (англ. The Education of Henry Adams). |
| 1920 | Алберт Беверидж                                                   | «Жизнь Джона Маршалла» (англ. The Life of John Marshall) том IV. |
| 1921 | Эдвард Бок                                                        | «Американизация Эдварда Бока» (англ. The Americanization of Edward Bok). |
| 1922 | Гарленд Гэмлин                                                    | «Дочь Среднего Запада» (англ. A Daughter of the Middle Border). |
| 1923 | Бёртон Джесси Хендрик                                             | «Жизнь и письма Уолтера Хайнса Пейджа» (англ. The Life and Letters of Walter H. Page). |
| 1924 | Михайло Пупин                                                     | «От иммигранта до изобретателя» (англ. From Immigrant to Inventor). |
| 1925 | Марк Энтони Де Вульф Хоу                                          | «Барретт Венделл и его письма» (англ. Barrett Wendell and His Letters). |
| 1926 | Харви Кушинг                                                      | «Жизнь сэра Уильяма Ослера» (англ. The Life of Sir William Osler). |
| 1927 | Эмори Холлоуэй                                                    | «Уитмен» (англ. Whitman). |
| 1928 | Чарльз Эдвард Рассел                                              | «Американский оркестр и Теодор Томас» (англ. The American Orchestra and Theodore Thomas). |
| 1929 | Бёртон Джесси Хендрик                                             | «Воспитание американца: ранняя жизнь и письма Уолтера Хайнса Пейджа» (англ. The Training of an American: The Earlier Life and Letters of Walter H. Page).                                                              |
| 1930 | Маркиз Джеймс                                                     | «Ворон: биография Сэма Хьюстона» (англ. The Raven: A Biography of Sam Houston). |
| 1931 | Генри Джеймс                                                      | «Чарльз Уильям Элиот — президент Гарвардского университета» (англ. Charles W. Eliot, President of Harvard University, 1869—1901).                                                                                      |
| 1932 | Генри Ф. Прингл                                                   | «Теодор Рузвельт: Биография» (англ. Theodore Roosevelt: A Biography). |
| 1933 | Аллан Невинс                                                      | «Гровер Кливленд: исследование мужества» (англ. Grover Cleveland: A Study in Courage). |
| 1934 | Тайлер Денетт                                                     | «Джон Хэй» (англ. John Hay). |
| 1935 | Дуглас Саутхолл Фриман                                            | «Р. Э. Ли» (англ. R. E. Lee). |
| 1936 | Ральф Бартон Перри                                                | «Мышление и личность Уильяма Джеймса» (англ. The Thought and Character of William James). |
| 1937 | Аллан Невинс                                                      | «Гамильтон Фиш» (англ. Hamilton Fish). |
| 1938 | Оделл Шепард                                                      | «Прогресс уличного торговца: жизнь Бронсона Олкотта» (англ. Pedlar’s Progress: The Life of Bronson Alcott). |
| 1938 | Маркиз Джеймс                                                     | «Эндрю Джексон» (англ. Andrew Jackson) в двух томах («Пограничный капитан» и «Портрет президента»). |
| 1939 | Карл Ван Дорен                                                    | «Бенджамин Франклин» (англ. Benjamin Franklin). |
| 1940 | Рэй Станнард Бейкер                                               | «Вудро Вильсон. Жизнь и письма» (англ. Woodrow Wilson, Life and Letters) тома VII и VIII. |
| 1941 | Ола Элизабет Уинслоу                                              | «Джонатан Эдвардс, 1703—1758: биография» (англ. Jonathan Edwards, 1703—1758: a biography). |
| 1942 | Форрест Уилсон                                                    | «Крестоносец в кринолине: жизнь Гарриет Бичер-Стоу» (англ. Crusader in Crinoline: The Life of Harriet Beecher Stowe).                                                                                                  |
| 1943 | Самуэль Элиот Морисон                                             | «Адмирал моря-океана: жизнь Христофора Колумба» (англ. Admiral of the Ocean Sea: A Life of Christopher Columbus). |
| 1944 | Карлтон Мэби                                                      | «Американский Леонардо: жизнь Сэмюэля Морзе» (англ. The American Leonardo: The Life of Samuel F. B. Morse). |
| 1945 | Рассел Блейн Най                                                  | «Джордж Бэнкрофт: эрудированный мятежник» (англ. George Bancroft: Brahmin Rebel). |
| 1946 | Линни Марш Вулф                                                   | «Сын девственной природы: жизнь Джона Мьюира» (англ. Son of the Wilderness: The Life of John Muir). |
| 1947 | Уильям Аллен Уайт                                                 | «Автобиография Уильяма Аллена Уайта» (англ. The Autobiography of William Allen White). |
| 1948 | Маргарет Клэпп                                                    | «Забытый первый гражданин: Джон Бигелоу» (англ. Forgotten First Citizen: John Bigelow). |
| 1949 | Роберт Шервуд                                                     | «Рузвельт и Гопкинс» (англ. Roosevelt and Hopkins). |
| 1950 | Сэмюэл Флэгг Бемис                                                | «Джон Куинси Адамс и основы американской внешней политики» (англ. John Quincy Adams and the Foundations of American Foreign Policy).                                                                                   |
| 1951 | Маргарет Койт                                                     | «Джон Колдвелл Кэлхун: американский портрет» (англ. John C. Calhoun: American Portrait). |
| 1952 | Мерло Джон Пьюзи                                                  | «Чарльз Эванс Хьюз» (англ. Charles Evans Hughes). |
| 1953 | Дэвид Джон Мейс                                                   | «Эдмунд Пендлтон» (англ. Edmund Pendleton 1721—1803). |
| 1954 | Чарльз Линдберг                                                   | «Дух Сент-Луиса» (англ. The Spirit of St. Louis). |
| 1955 | Уильям Смит Уайт                                                  | «История Тафта» (англ. The Taft Story). |
| 1956 | Тэлбот Фолкнер Хэмлин                                             | «Бенджамин Генри Латроб» (англ. Benjamin Henry Latrobe). |
| 1957 | Джон Кеннеди                                                      | «Профили мужества» (англ. Profiles in Courage). |
| 1958 | Дуглас Саутхолл Фриман и Александр Кэролл, Мэри Уэлл Эшворт       | «Джордж Вашингтон» (англ. George Washington) тома I—VI и VII. Том VII был закончен Кэрроллом и Эшвортом после смерти Фримена в 1953 году. Тем не менее премия в размере 500 долларов была вручена за наследие Фримена. |
| 1959 | Артур Уолворт                                                     | «Вудро Вильсон, американский пророк» (англ. Woodrow Wilson, American Prophet). |
| 1960 | Самуэль Элиот Морисон                                             | «Джон Пол Джонс» (англ. John Paul Jones). |
| 1961 | Дэвид Дональд                                                     | «Чарльз Самнер и начало Гражданской войны» (англ. Charles Sumner and the Coming of the Civil War). |
| 1962 | Не вручалась                                                      | Не вручалась |
| 1963 | Леон Эдель                                                        | «Генри Джеймс» (англ. Henry James). |
| 1964 | Уолтер Джексон Бейт                                               | «Джон Китс» (англ. John Keats). |
| 1965 | Эрнест Сэмюэлс                                                    | «Генри Адамс» (англ. Henry Adams). |
| 1966 | Артур Мейер Шлезингер                                             | «Тысяча дней: Джон Ф. Кеннеди в Белом доме» (англ. A Thousand Days: John F. Kennedy in the White House). |
| 1967 | Джастин Каплан                                                    | «Господин Клеменс и Марк Твен» (англ. Mr. Clemens and Mark Twain). |
| 1968 | Джордж Фрост Кеннан                                               | «Мемуары» (англ. Memoirs). |
| 1969 | Бенджамин Лоуренс Рейд                                            | «Человек из Нью-Йорка: Джон Куинн и его друзья» (англ. The Man From New York: John Quinn and His Friends). |
| 1970 | Томас Генри Вильямс                                               | «Хьюи Лонг» (англ. Huey Long). |
| 1971 | Лоуренс Роджер Томпсон                                            | «Роберт Фрост: годы триумфа 1915—1938» (англ. Robert Frost : The Years of Triumph, 1915–1938). |
| 1972 | Джозеф П. Лэш                                                     | «Элеонора и Франклин» (англ. Eleanor and Franklin). |
| 1973 | Уильям Эндрю Суонберг                                             | «Люс и его империя» (англ. Luce and His Empire). |
| 1974 | Луи Шеффер                                                        | «О’Нил, сын и художник» (англ. O'Neill, Son and Artist). |
| 1975 | Роберт Алан Каро                                                  | «Серый кардинал: Роберт Мозес и падение Нью-Йорка» (англ. The Power Broker: Robert Moses and the Fall of New York). |
| 1976 | Ричард Уоррингтон Болдуин Льюис                                   | «Эдит Уортон: биография» (англ. Edith Wharton: A Biography). |
| 1977 | Джон Э. Мак                                                       | «Принц нашего разлада: жизнь Т. Э. Лоуренса» (англ. A Prince of Our Disorder: The Life of T. E. Lawrence). |
| 1978 | Уолтер Джексон Бейт                                               | «Сэмюэл Джонсон» (англ. Samuel Johnson). |
| 1979 | Леонард Бэйкер                                                    | «Дни скорби и боли: Лео Бек и берлинские евреи» (англ. Days of Sorrow and Pain: Leo Baeck and the Berlin Jews). |

### Лауреаты c 1980 года
| Год  | Лауреат и финалисты |
| ---- | --- |
| 1980 | Эдмунд Моррис, «Становление Теодора Рузвельта» (англ. The Rise of Theodore Roosevelt) |
| 1980 | Финалисты: - Мэрил Секрест, «Быть Бернардом Беренсоном» (англ. Being Bernard Berenson) - Эрнест Сэмюэлс, «Бернард Беренсон Создание легенды» (англ. Bernard Berenson, The Making of a Connoisseur) - Джеффри Вольф, «Герцог обмана» (англ. The Duke of Deception) |
| 1981 | Роберт Кинлох Масси, «Пётр Великий: его мир и жизнь» (англ. Peter the Great: His Life and World) |
| 1981 | Финалисты: - Джастин Каплан, «Уолт Уитмен: жизнь» (англ. Walt Whitman: A Life) - Рональд Стил, «Уолтер Липпман и американский век» (англ. Walter Lippmann and the American Century) |
| 1982 | Уильям Шилд Макфили, «Грант: Биография» (англ. Grant: A Biography) |
| 1982 | Финалисты: - Дэвид Маккалоу, «Утро верхом на лошади» (англ. Mornings on Horseback) - Гай Уилсон Аллен, «Уолдо Эмерсон» (англ. Waldo Emerson) |
| 1983 | Рассел Бэйкер, «Взросление» (англ. Growing Up) |
| 1983 | Финалисты: - Тед Морган, «Черчилль. Молодой человек в спешке, 1874—1915 годы» (англ. Churchill: Young Man in a Hurry, 1874—1915) - Ричард Нортон Смит, «Томас Э. Дьюи и его времена» (англ. Thomas E. Dewey and His Times) |
| 1984 | Луис Рудольф Харлан, «Букер Т. Вашингтон: волшебник Таскиги, 1901—1915» (англ. Booker T. Washington: The Wizard of Tuskegee, 1901—1915) |
| 1984 | Финалисты: - Кеннет Мэннинг, «Чёрный Аполлон науки: жизнь Эрнеста Эверетта Джаста» (англ. Black Apollo of Science: The Life of Ernest Everett Just) - Фрэд Каплан, «Томас Карлейль: биография» (англ. Thomas Carlyle: A Biography) |
| 1985 | Кеннет Сильверман, «Жизнь и времена Коттона Мэзера» (англ. The Life and Times of Cotton Mather) |
| 1985 | Финалисты: - Говард М. Фейнштейн, «Становление Уильяма Джеймса» (англ. Becoming William James) - Майкл Мотт, «Семь гор Томаса Мертона» (англ. The Seven Mountains of Thomas Merton) |
| 1986 | Элизабет Франк, «Луиза Боган: Портрет» (англ. Louise Bogan: A Portrait) |
| 1986 | Финалисты: - Фрида Шепс Вайнштейн, «Тайное детство: святилище еврейской девочки во французском монастыре» (англ. A Hidden Childhood: A Jewish Girl’s Sanctuary in a French Convent, 1942—1945) - Джон Хоуп Франклин, «Джордж Вашингтон Уильямс: биография» (англ. George Washington Williams: A Biography) |
| 1987 | Дэвид Гарроу, «Ношение креста: Мартин Лютер Кинг-младший и Конференция южного христианского руководства» (англ. Bearing the Cross: Martin Luther King, Jr., and the Southern Christian Leadership Conference) |
| 1987 | Финалисты: - Джозеф Франк, «Достоевский: движение освобождения» (англ. Dostoevsky: The Stir of Liberation, 1860—1865) - Энн Спербер, «Марроу: его жизнь и времена» (англ. Murrow: His Life and Times) - Леонард Л. Ричардс, «Жизнь и времена конгрессмена Джона Куинси» (англ. The Life and Times of Congressman John Quincy Adams)                                                                                        |
| 1988 | Дэвид Дональд, «Взгляд на дом: жизнь Томаса Вулфа» (англ. Look Homeward: A Life of Thomas Wolfe) |
| 1988 | Финалисты: - Джон Оуэн Маккормик, «Джордж Сантаяна: Биография» (англ. George Santayana: A Biography) - Кеннет С. Линн, «Хемингуэй» (англ. Hemingway) |
| 1989 | Ричард Эллманн, «Оскар Уайльд» (англ. Oscar Wilde) |
| 1989 | Финалисты: - Нил Шиэн, «Яркая блестящая ложь: Джон Пол Ванн и Америка во Вьетнаме» (англ. A Bright Shining Lie: John Paul Vann and America in Vietnam) - Питер Гей, «Фрейд: жизнь для нашего времени» (англ. Freud: A Life for Our Time) - Арнольд Рамперсад «Жизнь Лэнгстона Хьюза. Том II (1941—1967 годы) Я мечтаю о мире»                                                                                              |
| 1990 | Себастьян де Грация, «Макиавелли в аду» (англ. Machiavelli in Hell) |
| 1990 | Финалисты: - Джеффри С. Уорд, «Первоклассный темперамент: становление Франклина Рузвельта» (англ. A First-Class Temperament: The Emergence of Franklin Roosevelt) - Рейнольдс Прайс, «Чистые картины: первые влюблённости, первые гиды» (англ. Clear Pictures: First Loves, First Guides) - Джилл Кер Конвей, «Дорога из Курайна» (англ. The Road From Coorain)                                                            |
| 1991 | Стивен Наиф и Грегори Уайт Смит, «Джексон Поллок: американская сага» (англ. Jackson Pollock: An American Saga) |
| 1991 | Финалисты: - Джозеф Фрейзер Уолл, «Альфред И. Дюпон: человек и его семья» (англ. Alfred I. Du Pont: The Man and His Family) - Патриция О’Тул, «Пятёрка сердец: интимный портрет Генри Адамса и его друзей 1880—1918 годы» (англ. The Five of Hearts: An Intimate Portrait of Henry Adams and His Friends 1880—1918) |
| 1992 | Льюис Беруэлл Пуллер-младший, «Сын Фортуны: автобиография Льюиса Б. Пуллера-младшего» (англ. Fortunate Son: The Autobiography of Lewis B. Puller Jr) |
| 1992 | Финалисты: - Уильям С. Макфели, «Фредерик Дуглас» (англ. Frederick Douglass) - Майкл Шелден, «Оруэлл: авторизованная биография» (англ. Orwell: The Authorized Biography) |
| 1993 | Дэвид Маккалоу, «Трумэн» (англ. Truman) |
| 1993 | Финалисты: - Джеймс Глейк, «Гений: жизнь и наука Ричарда Фейнмана» (англ. Genius: The Life and Science of Richard Feynman) - Уолтер Айзексон, «Киссинджер» (англ. Kissinger) |
| 1994 | Дэвид Леверинг Льюис, «У. Э. Б. Ду Буа: биография расы» (англ. W.E.B. Du Bois: Biography of a Race, 1868–1919) |
| 1994 | Финалисты: - Эдмунд Уайт, «Жене: биография» (англ. Genet: A Biography) - Дебора Бейкер, «В экстремизме: жизнь Лоры Райдинг» (англ. In Extremis: The Life of Laura Riding) |
| 1995 | Джоан Доран Хедрик, «Гарриет Бичер-Стоу: жизнь» (англ. Harriet Beecher Stowe: A Life) |
| 1995 | Финалисты: - Роджер К. Ньюман, «Хьюго Блэк: биография» (англ. Hugo Black: A Biography) - Стэйси Шифф, «Сент-Экзюпери: биография» (англ. Saint-Exupery: A Biography) |
| 1996 | Джек Майлз, «Бог: биография» (англ. God: A Biography) |
| 1996 | Финалисты: - Джон Лоуджери, «Джон Слоун: художник и бунтарь» (англ. John Sloan: Painter and Rebel) - Мейнард Соломон, «Моцарт: жизнь» (англ. Mozart: A Life) |
| 1997 | Фрэнк Маккорт, «Прах Анджелы» (англ. Angela's Ashes: A Memoir) |
| 1997 | Финалисты: - Гершель Паркер, «Герман Мелвилл: Биография. Том I, 1819—1851 годы» (англ. Herman Melville: A Biography, Volume 1, 1819—1851) - Ким Барнс, «В дебрях: совершеннолетие в неизвестной стране» (англ. In the Wilderness: Coming of Age in Unknown Country) |
| 1998 | Кэтрин Грэм, «Личная история» (англ. Personal History) |
| 1998 | Финалисты: - Джеймс Джонс, «Альфред Кинси: публично-частная жизнь» (англ. Alfred C. Kinsey: A Public-Private Life) - Сэм Таненхаус, «Уиттакер Чамберс: биография» (англ. Whittaker Chambers: A Biography) |
| 1999 | Эндрю Скотт Берг, «Линдберг» (англ. Lindbergh) |
| 1999 | Финалисты: - Сильвия Насар, «Прекрасный разум» (англ. A Beautiful Mind) - Франсин дю Плесси Грей, «Дома с Маркизом де Садом: жизнь» (англ. At Home with the Marquis de Sade: A Life) |
| 2000 | Стэйси Шифф, «Вера (Миссис Владимир Набоков)» (англ. Vera, Mrs. Vladimir Nabokov) |
| 2000 | Финалисты: - Бобби Энн Мейсон, «Чистые источники: мемуары» (англ. Clear Springs: A Memoir) - Дава Собель, «Дочь Галилея: исторические мемуары науки, веры и любви» (англ. Galileo’s Daughter: A Historical Memoir of Science, Faith, and Love) |
| 2001 | Дэвид Леверинг Льюис, «В. Э. Б. Ду Буа: борьба за равноправие и американский век 1919–1963 годы» (англ. W. E. B. Du Bois: The Fight for Equality and the American Century 1919–1963) |
| 2001 | Финалисты: - Кристоф Вольф, «Иоганн Себастьян Бах: учёный музыкант» (англ. Johann Sebastian Bach: The Learned Musician) - Генри Уильям Брандс «Первый американец: жизнь и времена Бенджамина Франклина» (англ. The First American: The Life and Times of Benjamin Franklin) |
| 2002 | Дэвид Маккалоу, «Джон Адамс» (англ. John Adams) |
| 2002 | Финалисты: - Джимми Картер, «Час перед рассветом: воспоминания о сельском детстве» (англ. An Hour Before Daylight: Memories of a Rural Boyhood) - Жан Эдвард Смит, «Грант» (англ. Grant) |
| 2003 | Роберт Каро, «Магистр Сената: годы Линдона Джонсона» (англ. The Years of Lyndon Johnson) |
| 2003 | Финалисты: - Льюис Локвуд, «Бетховен: музыка и жизнь» (англ. Beethoven: The Music and the Life) - Николас Давидофф, «Мухобойка» (англ. The Fly Swatter) |
| 2004 | Уильям Таубман, «Хрущёв: человек и его эпоха» (англ. Khrushchev: The Man and His Era) |
| 2004 | Финалисты: - Хайден Эррера, «Аршил Горки: его жизнь и творчество» (англ. Arshile Gorky: His Life and Work) - Джеймс Глейк, «Исаак Ньютон» (англ. Isaac Newton) |
| 2005 | Марк Стивенс и Анналин Суон, «Де Кунинг: американский мастер» (англ. de Kooning: An American Master) |
| 2005 | Финалисты: - Уильям Соудер, «Под диким небом: Джон Джеймс Одюбон и создание „Птиц Америки“» (англ. Under a Wild Sky: John James Audubon and the Making of The Birds of America) - Стивен Гринблатт, «Волю в мир: как Шекспир стал Шекспиром» (англ. Will in the World: How Shakespeare Became Shakespeare) |
| 2006 | Кай Бёрд и Мартин Шервин, «Оппенгеймер. Триумф и трагедия Американского Прометея» (англ. American Prometheus: The Triumph and Tragedy of J. Robert Oppenheimer) |
| 2006 | Финалисты: - Меган Маршалл, «Сёстры Пибоди: три женщины, которые воспламенили американский романтизм» (англ. The Peabody Sisters: Three Women Who Ignited American Romanticism) - Джоан Дидион, «Год волшебного мышления» (англ. The Year of Magical Thinking) |
| 2007 | Дебби Эпплгейт, «Самый известный человек в Америке: биография Генри Уорда Бичера» (англ. The Most Famous Man in America: The Biography of Henry Ward Beecher) |
| 2007 | Финалисты: - Дэвид Насау, «Эндрю Карнеги» (англ. Andrew Carnegie) - Артур Хилл Кэш, «Джон Уилкс: скандальный отец гражданской свободы» (англ. John Wilkes: The Scandalous Father of Civil Liberty) |
| 2008 | Джон Мэттесон, «Изгнанники Эдема: история Луизы Мэй Олкотт и её отца» (англ. Eden's Outcasts: The Story of Louisa May Alcott and Her Father) |
| 2008 | Финалисты: - Захари Лидер, «Жизнь Кингсли Эмиса» (англ. The Life of Kingsley Amis) - Мартин Дуберман, «Миры Линкольна Кирстейна» (англ. The Worlds of Lincoln Kirstein) |
| 2009 | Джон Мешам, «Американский лев: Эндрю Джексон в Белом доме» (англ. American Lion: Andrew Jackson in the White House) Бескомпромиссный портрет не всегда достойного восхищения демократа, но знакового президента, написанный изящным слогом, который оживляет сагу Джексона |
| 2009 | Финалисты: - Генри Уильям Брандс, «Предатель своего класса: привилегированная жизнь и радикальное президентство Франклина Делано Рузвельта» (англ. Traitor to His Class: The Privileged Life and Radical Presidency of Franklin Delano Roosevelt) - Стив Колл, «Бен Ладеновцы: арабская семья в американском веке» (англ. The Bin Ladens: An Arabian Family in the American Century)                                       |
| 2010 | Т. Дж. Стайлз, «Первый магнат: эпическая жизнь Корнелиуса Вандербильта» (англ. The First Tycoon: The Epic Life of Cornelius Vanderbilt) Проницательный портрет неоднозначного обязанного всем только себе титана, который революционизировал транспорт, накопил огромное состояние и сформировал экономический мир способами, которые всё ещё ощущаются сегодня                                                            |
| 2010 | Финалисты: - Блейк Бэйли, «Чивер: жизнь» (англ. Cheever: A Life) - Джон Мильтон Купер-младший, «Вудро Вильсон: Биография» (англ. Woodrow Wilson: A Biography) |
| 2011 | Рональд Черноу, «Вашингтон: жизнь» (англ. Washington: A Life) Детальный, заслуживающий доверия портрет культового лидера, который учится контролировать свои личные переживания, чтобы выполнять общественные обязанности |
| 2011 | Финалисты: - Майкл О'Брайен, «Миссис Адамс зимой: путешествие в последние дни Наполеона» (англ. Mrs. Adams in Winter: A Journey in the Last Days of Napoleon) - Алан Бринкли, «Издатель: Генри Люс и его американский век» (англ. The Publisher: Henry Luce and His American Century) |
| 2012 | Джон Льюис Гэддис, «Джордж Ф. Кеннан: американская жизнь» (англ. George F. Kennan: An American Life). Притягательный портрет странствующего дипломата, чья сложная жизнь была переплетена с Холодной войной и становлением Америки в качестве властной мировой державы. |
| 2012 | Финалисты: - Мэннинг Марабл, «Малкольм Икс: жизнь реорганизации» (англ. Malcolm X: A Life of Reinvention) - Мэри Габриэль, «Любовь и капитал: Карл и Дженни Маркс и рождение революции» (англ. Love and Capital: Karl and Jenny Marx and the Birth of a Revolution) |
| 2013 | Том Рейсс, «Чёрный граф: слава, революция, предательство и настоящий граф Монте-Кристо» (англ. The Black Count: Glory, Revolution, Betrayal, and the Real Count of Monte Cristo) Неотразимая история о забытом герое смешанного происхождения, чьи смелые подвиги были запечатлены его сыном Александром Дюма в знаменитых романах XIX века                                                                                |
| 2013 | Финалисты: - Майкл Горра, «Портрет романа: Генри Джеймс и создание американского шедевра» (англ. Portrait of a Novel: Henry James and the Making of an American Masterpiece) - Дэвид Насау, «Патриарх: замечательная жизнь и бурные времена Джозефа П. Кеннеди» (англ. The Patriarch: The Remarkable Life and Turbulent Times of Joseph P. Kennedy)                                                                        |
| 2014 | Меган Маршалл, «Маргарет Фуллер: новая жизнь в Америке» (англ. Margaret Fuller: A New American Life). Подробное исследование, рассказывающее удивительную историю автора XIX века, журналиста, критика и пионерки защиты прав женщин, погибшей в кораблекрушении |
| 2014 | Финалисты: - Лео Дамрош, «Маргарет Фуллер: новая американская жизнь» (англ. Jonathan Swift: His Life and His World) - Джонатан Спербер, «Карл Маркс: жизнь девятнадцатого века» (англ. Karl Marx: A Nineteenth-Century Life) |
| 2015 | Дэвид Керцер, «Папа и Муссолини: тайная история Пия XI и подъём фашизма в Европе» (англ. The Pope and Mussolini: The Secret History of Pius XI and the Rise of Fascism in Europe). Захватывающая двойная биография, в которой используются недавно опубликованные архивы Ватикана, чтобы пролить свет на жизнь двух мужчин, обладавших почти абсолютной властью над своими царствами                                       |
| 2015 | Финалисты: - Томас Бразерс, «Луи Армстронг: мастер модернизма» (англ. Louis Armstrong: Master of Modernism) - Стивен Коткин, «Сталин. Том I: парадоксы власти, 1878—1928 годы» (англ. Stalin: Volume I: Paradoxes of Power, 1878—1928) |
| 2016 | Уильям Финнеган, Автобиография «Дни варвара: жизнь сёрфера» (англ. Barbarian Days: A Surfing Life) Тщательно проработанные воспоминания о юношеской страсти, которая подтолкнула автора к выдающейся писательской карьере |
| 2016 | Финалисты: - Т. Дж. Стайлз, «Испытания Кастера: жизнь на границе новой Америки» (англ. Custer’s Trials: A Life on the Frontier of a New America) - Элизабет Александр, «Свет мира: мемуары» (англ. The Light of the World: A Memior) |
| 2017 | Хишам Матар, «Возвращение: отцы, сыновья и земля между ними» (англ. The Return: Fathers, Sons and the Land in Between) Составленная от первого лица элегия об отце и его домочадцах, которая с эмоциональной сдержанностью исследует прошлое и настоящее поражённого войной региона |
| 2017 | Финалисты: - Сьюзан Фалуди, «В тёмной комнате» (англ. In the Darkroom) - Пол Каланити, «Когда дыхание становится воздухом» (англ. When Breath Becomes Air) |
| 2018 | Кэролайн Фрейзер, «Огни прерии: американские мечты Лоры Ингаллс Уайлдер» (англ. Prairie Fires: The American Dreams of Laura Ingalls Wilder). Глубоко проработанный и элегантно написанный портрет автора книги «Маленький дом в прерии» Лоры Уайлдер, в котором рассказано о том, как она превратила семейную историю бедности, неудач и борьбы во вдохновляющий роман о самостоятельности, семейной любви и настойчивости |
| 2018 | Финалисты: - Джон А. Фарелл, «Ричард Никсон: жизнь» (англ. Richard Nixon: The Life) - Кей Редфилд Джеймисон, «Роберт Лоуэлл. Поджигая реку: исследование гения, страсти и характера» (англ. Robert Lowell, Setting the River on Fire: A Study of Genius, Mania, and Character) |
| 2019 | Джеффри Конрад Стюарт, «Новый негр. Жизнь Алёна Локка» (англ. The New Negro: The Life of Alain Locke). Панорамный обзор личных испытаний и артистичных триумфов отца Гарлемского ренессанса, а также вдохновлённого им движения. |
| 2019 | Финалисты: - Каролин Вебер, «Дама Пруста. Как три прославленные женщины пленили воображение эпохи конца века» (англ. Proust’s Duchess: How Three Celebrated Women Captured the Imagination of Fin-de-Siècle Paris) - Макс Бут, «Не выбранная дорога. Эдвард Лансдейл и американская трагедия во Вьетнаме» (англ. The Road Not Taken: Edward Lansdale and the American Tragedy in Vietnam)                                  |
| 2020 | Бенджамин Мозер, «Зонтаг: Её жизнь и творчество» (англ. Sontag: Her Life and Work). Авторитетно сконструированная работа, с пафосом и изяществом отражающая гениальность и гуманизм писателя, а также её пристрастия, сексуальную неопределённость и переменчивый энтузиазм. |
| 2020 | Финалисты: - Джордж Пэкер, «Наш человек: Ричард Холбрук и конец американского века» (англ. Our Man: Richard Holbrooke and the End of the American Century) - Дейрдре Баир, «Парижские жизни: Сэмюэль Беккет, Симона де Бовуар и я» (англ. Parisian Lives: Samuel Beckett, Simone de Beauvoir, And Me) |